# The Other Side
The Other Side ist eine EP der US-amerikanischen Rockband Godsmack. Die EP wurde am 16. März 2004 über Republic Records veröffentlicht und in den USA mit einer Goldenen Schallplatte ausgezeichnet.

## Entstehung
Im August 2003 kündigte die Band die Veröffentlichung eines Albums mit akustischer Musik an. Laut Sänger Sully Erna habe die Band schon immer mit akustischen Versionen ihrer Lieder rumgespielt und damit positive Reaktionen erhalten. Die Lieder neu zu arrangieren würde eine andere Seite der Band aufzeigen, daher der Name der EP. Running Blind und Voices sind zwei Lieder, die Sully Erna geschrieben hat aber bislang noch nicht veröffentlicht worden sind.
Bei dem Lied Touché haben der ursprüngliche Godsmack-Gitarrist Lee Richards und der Dropbox-Sänger John Kosco Gastauftritte. Asleep ist eine Bearbeitung des Liedes Awake. Aufgenommen wurde The Other Side mit dem Musikproduzenten David Bottrill in einem Studio auf Hawaii. Godsmack und Bottrill arbeiteten bereits auf dem Album Faceless zusammen. Ursprünglich sollte die EP am 18. November 2003 erscheinen, wurde aber auf den 16. März 2004 verschoben. Als Grund nannte Sully Erna, dass die Band immer noch damit beschäftigt war, ihr Album Faceless zu promoten.

## Titelliste
1. Running Blind – 3:59
2. Re-Align – 4:23
3. Touché (feat. John Kosco & Lee Richards) – 3:38
4. Voices – 3:44
5. Keep Away – 4:49
6. Spiral – 5:21
7. Asleep – 3:58

## Rezeption

### Rezensionen
Laut Conny Schiffbauer vom deutschen Magazin Rock Hard bieten Godsmack eine halbe Stunde gefühlvollen Klampfenrock, bei dem die alten Titel genauso überzeugen können wie die neuen Tracks. The Other Side würde nicht nur bei GODSMACK-Fans auf den nächsten Einkaufszettel gehören.

### Chartplatzierungen
| ChartsChartplatzierungen       | Höchstplatzierung | Wochen |
| ------------------------------ | ----------------- | ------ |
| Vereinigte Staaten (Billboard) | 5 (19 Wo.)        | 19     |

### Auszeichnungen für Musikverkäufe
Anmerkung: Auszeichnungen in Ländern aus den Charttabellen bzw. Chartboxen sind in ebendiesen zu finden.
| Land/RegionAuszeichnungen für Musikverkäufe (Land/Region, Auszeichnungen, Verkäufe, Quellen) | Gold  | Platin | Verkäufe | Quellen  |
| -------------------------------------------------------------------------------------------- | ----- | ------ | -------- | -------- |
| Vereinigte Staaten (RIAA)                                                                    | Gold1 | —      | 500.000  | riaa.com |
| Insgesamt                                                                                    | Gold1 | —      |          |          |